# Futbol Club Barcelona Bàsquet 2018-2019
Questa voce raccoglie le informazioni riguardanti il Futbol Club Barcelona Bàsquet nelle competizioni ufficiali della stagione 2018-2019.

## Stagione
La stagione 2018-2019 del Futbol Club Barcelona Bàsquet è la 61ª nel massimo campionato spagnolo di pallacanestro, la Liga ACB.

## Roster
Aggiornato al 14 luglio 2018.
| FC Barcelona Lassa 2018-19 | FC Barcelona Lassa 2018-19 |
| Giocatori                  | Staff tecnico              |
| -------------------------- | -------------------------- |

| N. | Naz.                                           | Ruolo | Nome            | Anno | Alt.   | Peso   |  |
| -- | ---------------------------------------------- | ----- | --------------- | ---- | ------ | ------ |  |
| 1  | Francia (bandiera)                             | C     | Kevin Séraphin  | 1989 | 208 cm | 126 kg |  |
| 3  | Canada (bandiera) · Slovenia (bandiera)        | PG    | Kevin Pangos    | 1993 | 188 cm | 82 kg  |  |
| 5  | Spagna (bandiera)                              | G     | Pau Ribas       | 1987 | 194 cm | 95 kg  |  |
| 6  | Stati Uniti (bandiera)                         | AC    | Chris Singleton | 1989 | 206 cm | 108 kg |  |
| 8  | Ungheria (bandiera)                            | GA    | Ádám Hanga      | 1989 | 200 cm | 90 kg  |  |
| 9  | Slovenia (bandiera)                            | G     | Jaka Blažič     | 1990 | 196 cm | 96 kg  |  |
| 10 | Lettonia (bandiera) · Spagna (bandiera)        | AG    | Rolands Šmits   | 1995 | 208 cm | 107 kg |  |
| 13 | Francia (bandiera)                             | P     | Thomas Heurtel  | 1989 | 189 cm | 91 kg  |  |
| 14 | Ucraina (bandiera)                             | C     | Artem Pustovyj  | 1992 | 216 cm | 96 kg  |  |
| 18 | Spagna (bandiera)                              | AG    | Pierre Oriola   | 1992 | 206 cm | 107 kg |  |
| 22 | Spagna (bandiera)                              | GA    | Aleix Font      | 1998 | 195 cm | 85 kg  |  |
| 23 | Spagna (bandiera)                              | AG    | Sergi Martínez  | 1999 | 202 cm | 90 kg  |  |
| 24 | Stati Uniti (bandiera) · Slovacchia (bandiera) | G     | Kyle Kuric      | 1989 | 193 cm | 88 kg  |  |
| 30 | Spagna (bandiera)                              | A     | Víctor Claver   | 1988 | 207 cm | 107 kg |  |
| 44 | Croazia (bandiera)                             | C     | Ante Tomić (C)  | 1987 | 217 cm | 119 kg |  |

| Allenatore                                                                                                 |
| - Svetislav Pešić                                                                                          |
| Assistente/i                                                                                               |
| - Ricard Casas - David García - Óscar Orellana Legenda - (C) Capitano - (IN) Inattivo - Infortunato Roster |

## Mercato

### Sessione estiva
| Acquisti | Acquisti        | Acquisti             | Acquisti              | Acquisti |
| R.a      | Nome            | da                   | Modalità              |          |
| -------- | --------------- | -------------------- | --------------------- | -------- |
| PG       | Kevin Pangos    | Žalgiris Kaunas      | definitivo            |          |
| AG       | Rolands Šmits   | Fuenlabrada          | fine prestito         |          |
| AC       | Chris Singleton | Panathīnaïkos        | definitivo            |          |
| G        | Kyle Kuric      | Zenit S. Pietroburgo | definitivo            |          |
| C        | Artem Pustovyj  | Obradoiro            | definitivo (380000 €) |          |
| G        | Jaka Blažič     | Andorra              | definitivo            |          |
| C        | Moussa Diagne   | Andorra              | fine prestito         |          |
| GA       | Leandro Bolmaro | Est. Bahía Blanca    | definitivo            |          |

| Cessioni | Cessioni            | Cessioni             | Cessioni               | Cessioni |
| R.       | Nome                | a                    | Modalità               |          |
| -------- | ------------------- | -------------------- | ---------------------- | -------- |
| G        | Marc García         | Fuenlabrada          | fine contratto         |          |
| P        | Phil Pressey        | Beşiktaş             | fine contratto         |          |
| AG       | Aleksandăr Vezenkov | Olympiakos           | rescissione            |          |
| G        | Edwin Jackson       | Budućnost            | fine contratto         |          |
| GA       | Rakim Sanders       | Free agent           | fine contratto         |          |
| PG       | Petteri Koponen     | Bayern Monaco        | rescissione (200000 €) |          |
| C        | Moussa Diagne       | Andorra              | rescissione            |          |
| AG       | Adrien Moerman      | Anadolu Efes         | fine contratto         |          |
| C        | Jalen Reynolds      | Zenit S. Pietroburgo | fine contratto         |          |
| AP       | Rodions Kurucs      | Brooklyn Nets        | definitivo (750000 €)  |          |
| GA       | Leandro Bolmaro     | Barcellona B         | prestito               |          |
| G        | Juan Carlos Navarro |                      | ritirato               |          |
| C        | Atoumane Diagne     | Barcellona B         | prestito               |          |
| P        | Pol Figueras        | Barcellona B         | fine contratto         |          |